# ヒョウモンシャチブリ
ヒョウモンシャチブリ（学名：Guentherus katoi）はシャチブリ科ヒョウモンシャチブリ属に属する深海魚の一種。

## 生態
水深320mから621mに生息している。

## 形状
皮膚はゼラチンの様に柔らかい。顔が丸く、尾はシャチブリほど長くなく太い。体には黒褐色のヒョウの様な斑点がある。軟条が長く伸びている。体長は77cm程。